# Eunice filamentosa
Eunice filamentosa är en ringmaskart som beskrevs av Grube 1856. Eunice filamentosa ingår i släktet Eunice och familjen Eunicidae. Inga underarter finns listade i Catalogue of Life.